# Rondeletia anguillensis
Rondeletia anguillensis là một loài thực vật có hoa trong họ Thiến thảo. Loài này được Howard & Kellogg miêu tả khoa học đầu tiên năm 1987.